# Prochilodontidae
Famille

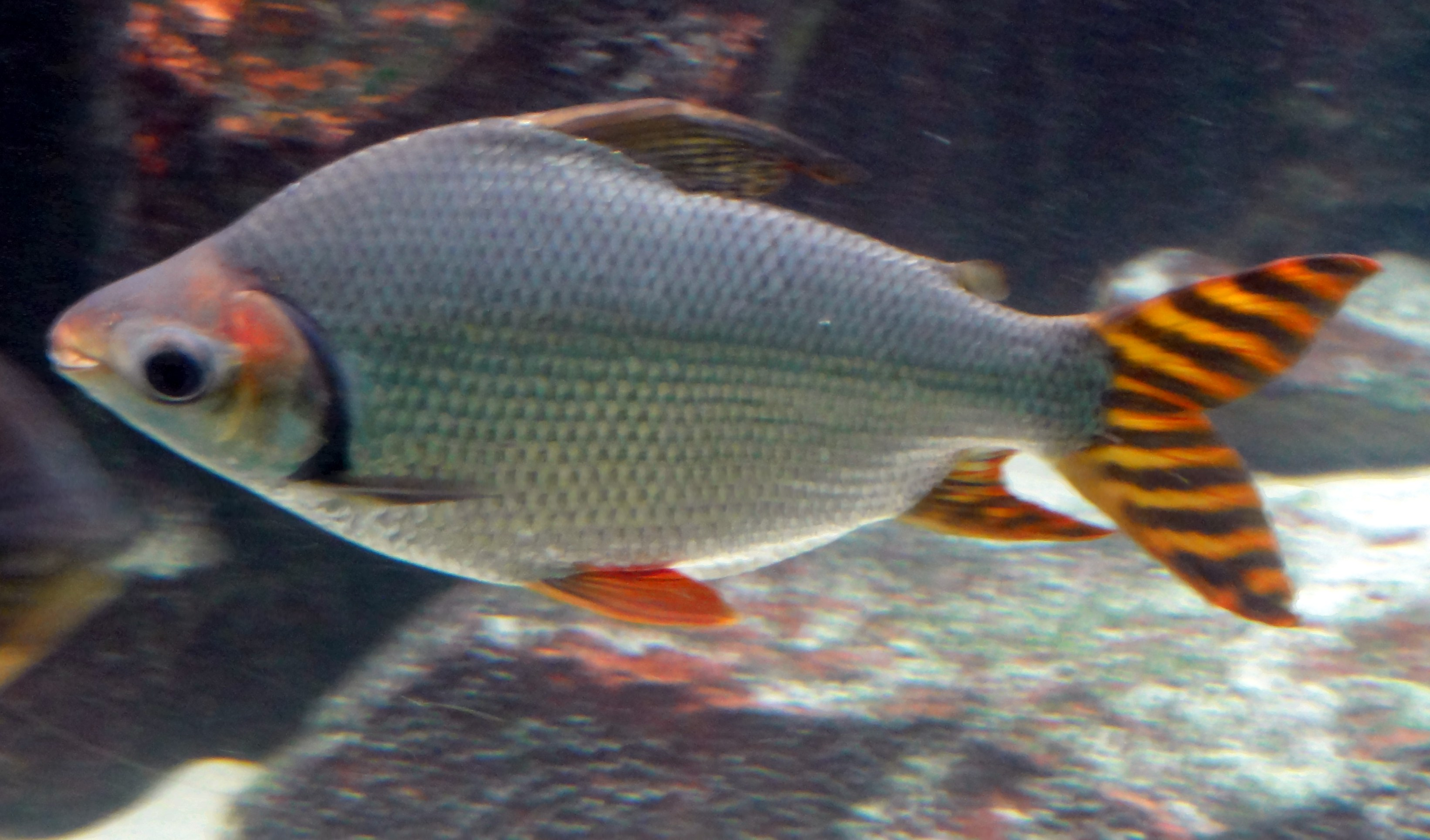
Prochilodus insignis

Les Prochilodontidae sont une petite famille de poissons d'Amérique du Sud. Leur caractéristique principale est la présence de lèvres charnues et de rangées de petites dents.

## Liste genres et espèces
Selon FishBase (19 juin 2015):
- Genre Ichthyoelephas
  - Ichthyoelephas humeralis
  - Ichthyoelephas longirostris

- Genre Prochilodus
  - Prochilodus argenteus
  - Prochilodus brevis - Bocachico brésilien
  - Prochilodus britskii
  - Prochilodus costatus
  - Prochilodus hartii
  - Prochilodus lacustris
  - Prochilodus lineatus - Sábalo
  - Prochilodus magdalenae
  - Prochilodus mariae
  - Prochilodus nigricans - Prochilodus noir
  - Prochilodus reticulatus - Bocachico colombien
  - Prochilodus rubrotaeniatus
  - Prochilodus vimboides

- Genre Semaprochilodus
  - Semaprochilodus brama
  - Semaprochilodus insignis
  - Semaprochilodus kneri
  - Semaprochilodus laticeps
  - Semaprochilodus taeniurus - Prochilodus argenté
  - Semaprochilodus varii

## Galerie

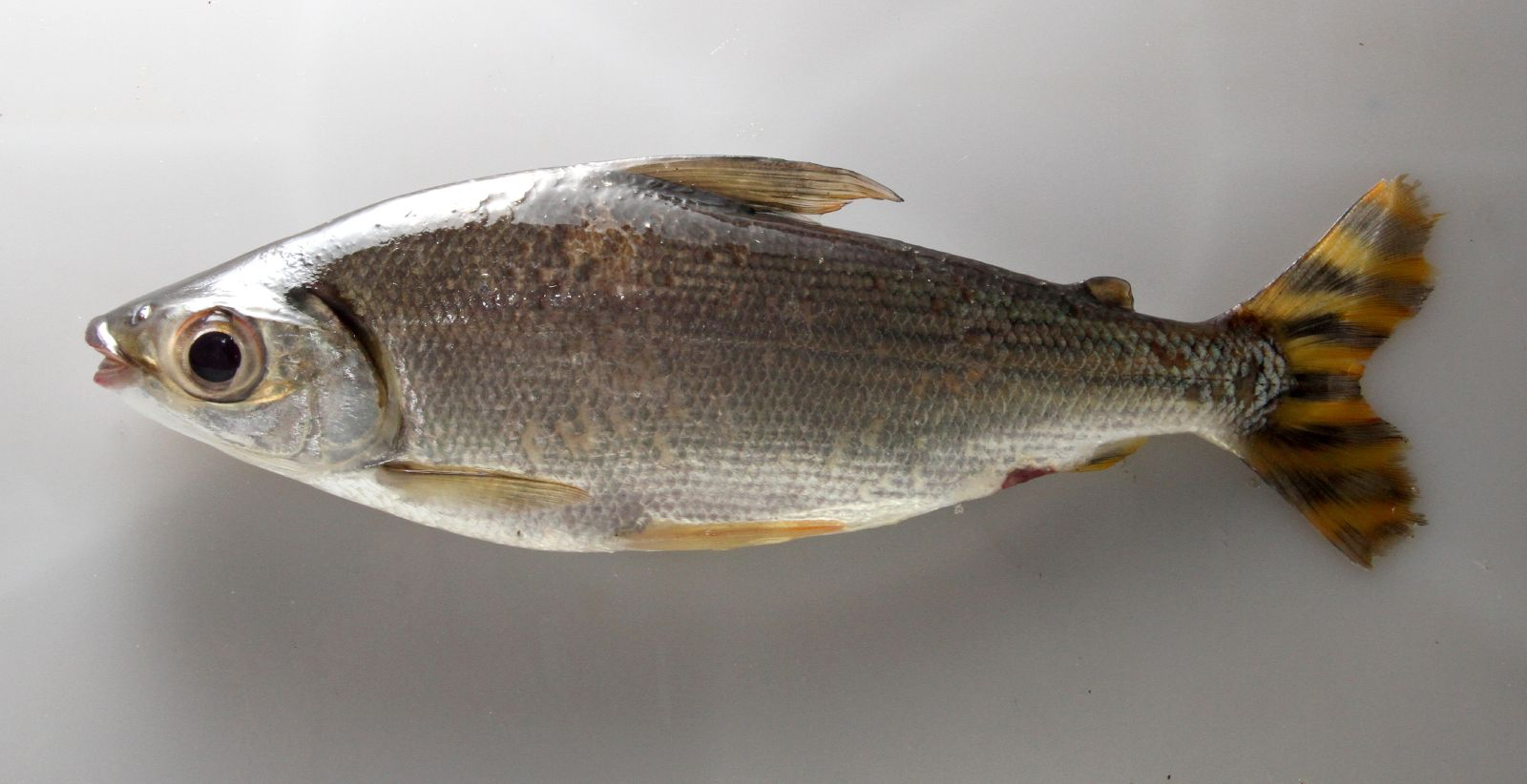
Semaprochilodus sp.
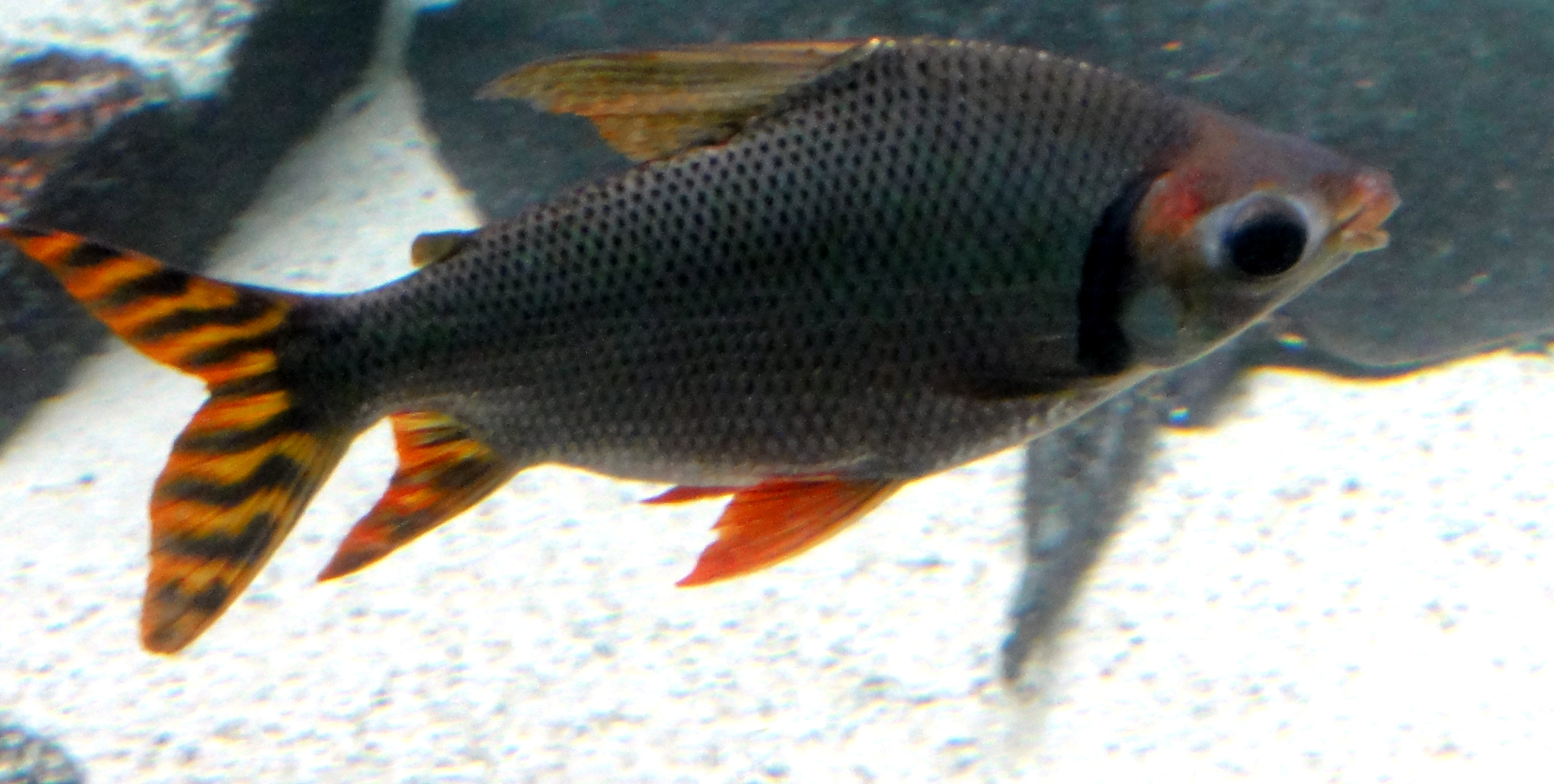
Semaprochilodus insignis
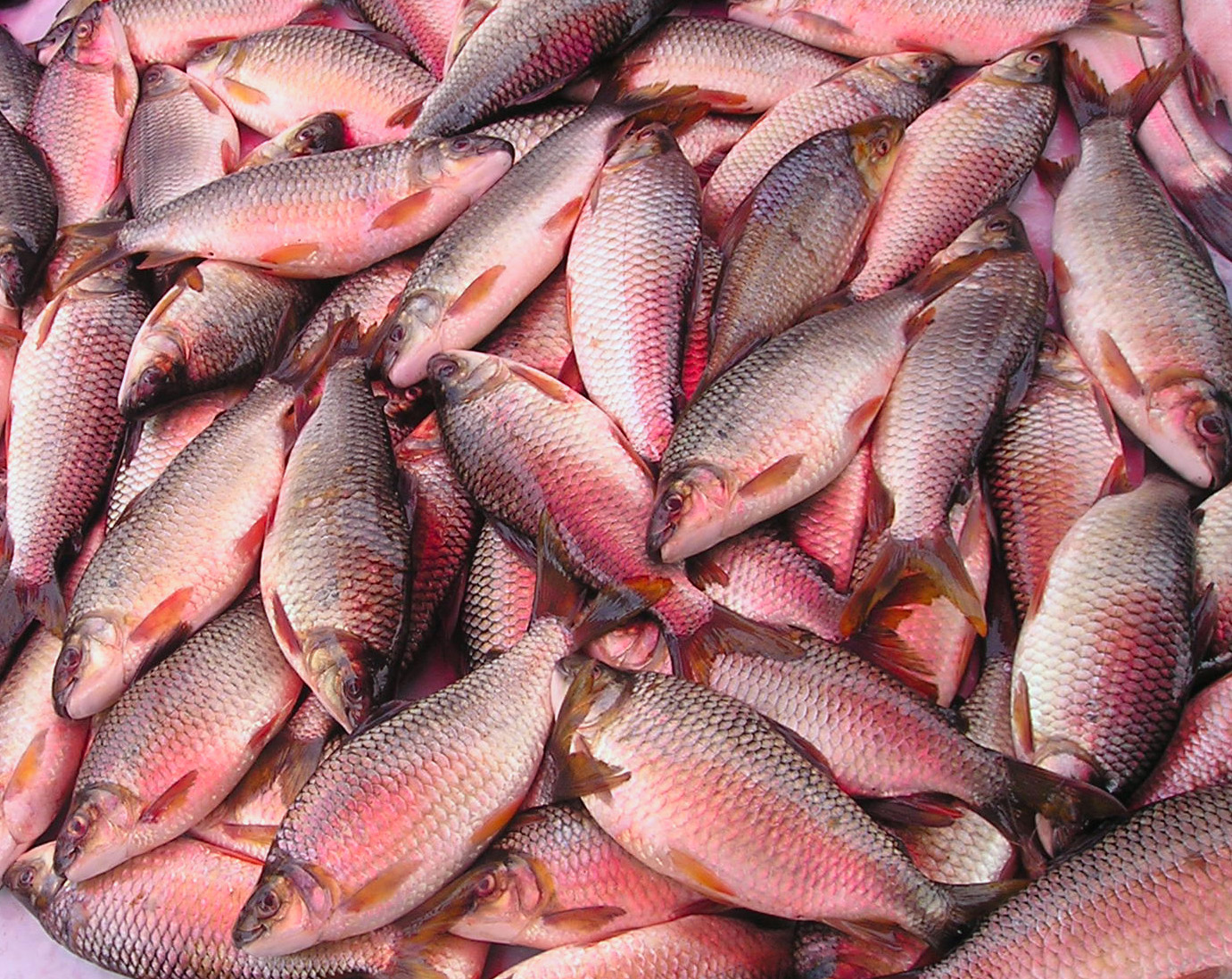
Ichthyoelephas humeralis